# Бизи Дармон
Бизи Дармон (фр. Buzy-Darmont) насеље је и општина у североисточној Француској у региону Лорена, у департману Меза која припада префектури Верден.
По подацима из 2011. године у општини је живело 567 становника, а густина насељености је износила 45,8 становника/km². Општина се простире на површини од 12,38 km². Налази се на средњој надморској висини од 196 метара (максималној 226 m, а минималној 190 m).

## Демографија
| 1962. | 1968. | 1975. | 1982. | 1990. | 1999. | 2011. |
| ----- | ----- | ----- | ----- | ----- | ----- | ----- |
| 426   | 460   | 419   | 495   | 548   | 558   | 567   |

График промене броја становника у току последњих година